# Christelle Le Duff
Pour les articles homonymes, voir Duff.

a Compétitions nationales et continentales officielles uniquement.

b Matchs officiels uniquement.
Christelle Le Duff, née le 21 novembre 1982 à Vélizy-Villacoublay, est une joueuse internationale française de rugby à XV et rugby à sept évoluant au poste de demi d'ouverture, centre, ou même d'arrière. 

## Carrière dans le rugby
Elle commence la pratique du rugby au club de Conflans-Sainte-Honorine, dans les Yvelines. Elle intègre ensuite l'équipe féminine de Conflans-Sainte-Honorine, et Soisy-sous-Montmorency en troisième et deuxième division du championnat de France après une fusion de club.
À son 18e anniversaire elle rejoint le club de Gennevilliers en première division du championnat de France pendant quatre ans et commence à jouer au plus haut niveau puisqu'elle a été sélectionnée en 2000 en équipe de France à l'âge de 18 ans.
Elle fait partie de l'équipe de France féminine de rugby à XV disputant notamment la Coupe du monde féminine de rugby à XV 2006.
Elle est ensuite partie dans un club du sud de la France, USAT XV Toulouges (66) qui évolue en première division du championnat de France, devenu USA Perpignan XV féminin (USAP) en 2009. Elle est ensuite sélectionnée pour jouer avec l'équipe de France de Rugby à sept depuis 2010. En 2014, après trois ans d'absence, elle réintègre l'équipe de France à XV. Lors de l'édition 2014 du tournoi, elle remporte son quatrième Grand Chelem après ceux de 2002, 2003 et 2005. Elle figure dans le groupe de joueuses qui participent à la Coupe du monde disputée en France. Les Françaises terminent à la troisième place de la compétition.
Elle retrouve l'équipe de France de rugby à sept avec pour objectif de qualifier celle-ci pour les Jeux olympiques de Rio en 2016. Lors de la série mondiale, la France échoue dans sa tentative de terminer à l'une des quatre premières places, qualificative pour les Jeux. En remportant le championnat d'Europe en 2015, l'équipe de France à sept obtient sa qualification pour les Jeux olympiques.
Le 10 novembre 2017, elle est invitée à disputer le premier match de l'histoire de l'équipe féminine des Barbarians face au Munster au Thomond Park.
En 2018, elle forme un duo d'entraîneurs féminins avec Aline Sagols à la tête de l'équipe masculine de l'Union sportive Côte Vermeille en Fédérale 3. Elle est responsable de l'entraînement des arrières.

## Autres activités
En plus du rugby, elle a pratiqué le handball tout d'abord à Conflans-Sainte-Honorine puis à Banyuls sur Mer, avec le titre de Championne du Roussillon. Elle a ensuite joué à Perpignan en Pré-nationnale. 
Elle s'est aussi tournée vers le ballon rond en intégrant l'équipe féminine de Pollestres / Fourques et ainsi remporter la coupe du Roussillon en 2011 et au club du Perpignan Football Club en 2014.

## Palmarès

### En club
- Championnes de France en 2004 à Ilse contre Caen avec Toulouges
- Championnes de France en 2005 au Stade de France contre Caen avec Toulouges
- Championnes de France en 2006 à la Roche sur Yon contre Rennes avec Toulouges
- Championnes de France en 2008 à Narbonne contre Montpellier avec Toulouges
- Championne d'Europe en 2009 avec Toulouges
- Championne de France en 2010 avec l'USAP XV Féminin
- Championne de France en 2011 avec l'USAP XV Féminin
- Championne de France en 2016 avec le Stade olympique villelonguet

### En équipe nationale à XV
- Grand chelem : 2002, 2003, 2005 et 2014
- Championne d'Europe en 2004 à Toulouse
- Médaille de bronze en coupe du monde : 2002, 2006 et 2014

### En équipe nationale à sept
- Médaille de bronze en Coupe d'Europe : 2012 et 2013
- Médaille d'argent en Coupe d'Europe : 2014
- Championne d'Europe en 2015

## Statistiques

### En équipe nationale à XV
- 75 sélections en équipe de France[6]
- Tournois des Six Nations disputés : 2001, 2002, 2003, 2004, 2005, 2006, 2007, 2009, 2014

### En équipe nationale à sept
- 38 sélections en équipe de France depuis 2010